# Pompey (Francia)
Pompey è un comune francese di 5 096 abitanti situato nel dipartimento della Meurthe e Mosella nella regione del Grand Est.

## Società

### Evoluzione demografica
Abitanti censiti